# Einhell
 (décembre 2023).
Einhell Germany AG est un fabricant allemand d'outils électriques et d'équipements électriques de jardin basé à Landau an der Isar, en Allemagne.
L'entreprise exerce des activités dans plusieurs pays à l'international.

## Histoire
Einhell Germany AG a été fondée le 2 juin 1964 par Josef Thannhuber, initialement sous le nom de Hans Einhell GmbH. Hans Einhell était l'oncle de Josef Thannhuber.
À la fin des années 60, elle ouvre une usine en Espagne. La société est introduite en bourse en 1987. Il s'agit d'une société cotée Prime Standard sur Xetra (EING_p.DE).
Dans les années 80, elle décide de fabriquer en Asie et en particulier en Chine où elle possède une filiale Hans Einhell China Chongqing Co, basée à Chongqing.

## Structure

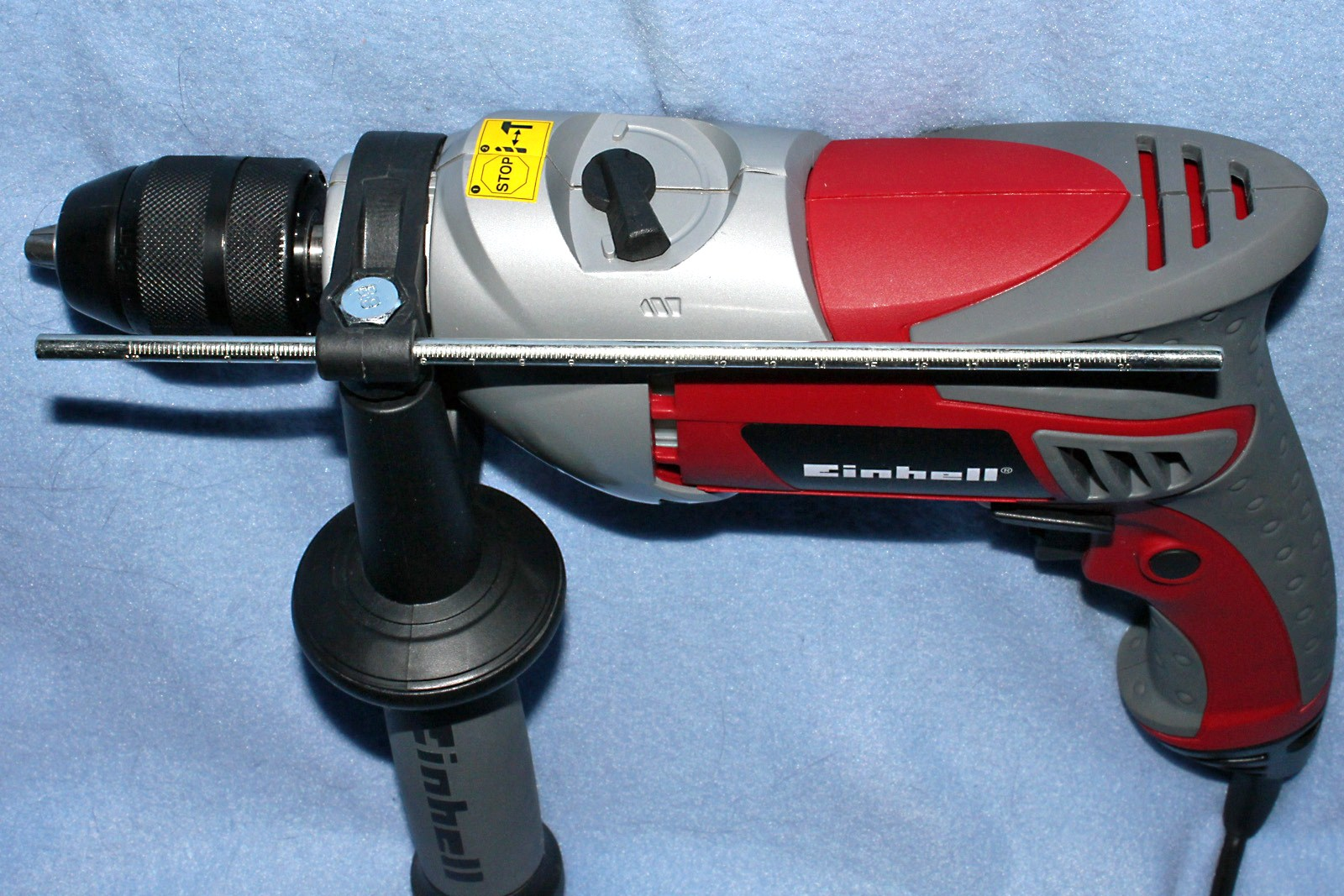
Perceuse électrique Einhell

Elle compte environ 1 400 salariés. En 2016, son chiffre d'affaires s'élève à 486 millions d'euros. Andreas Kroiss en est le directeur général depuis janvier 2003.
En 2013, elle a racheté Ozito, une société australienne fournissant des produits de bricolage Bunnings pour leurs magasins dans toute l'Australie.
En 2022, Einhell Germany AG fait son entrée au Canada par l'intermédiaire de Les Outillages King Canada Tools Inc.
Einhell United Kingdom est situé à Birkenhead dans le Wirral, dans le Champions Business Park.

## Produits
- Meuleuse d'angle
- Scie à chaîne
- Décapeur thermique
- Scie sauteuse
- Tondeuse à gazon
- Perceuse électrique
- Sableuse
- Scie à format
- Aspirateurs